# Cerro Dragón
Cerro Dragón es una localidad y yacimiento petrolífero argentino ubicado entre las provincias de Chubut y Santa Cruz, en las coordenadas 45°43′0″ S 68°19'60"O, sobre la Ruta Nacional 26. La mayor parte se ubica del lado de Chubut, en el departamento Escalante. Se trata del mayor yacimiento petrolero en el país y el tercero en producción de gas. Con una superficie que abarca 3.400 kilómetros cuadrados y suma más de 70 años aportando producción. Posee más de 2.900 pozos de perforación y produce 100.000 barriles de petróleo por día, cerca del 15% de la producción de crudo de Argentina. Las actividades del yacimiento proporcionaban trabajo a más de 8.000 personas.
Desde 1997 es operado por Pan American Energy, que a través de su explotación logró posicionarse como el principal exportador de crudo en el país. Para esto, PAE lleva invertidos en Cerro Dragón 13.200 mil millones de dólares en los últimos 20 años.

## Geografía y producción
Se ubica a 505m s. n. m., en plena meseta patagónica y forma parte de la cuenca del Golfo San Jorge. Está situado a 70 km al sudoeste de Comodoro Rivadavia. De allí se extrae petróleo gas convencional. El yacimiento abarca una superficie de más de 3.400 km² de extensión, equivalente a 17 veces la Capital Federal.

### Formaciones productivas
La roca generadora que alimenta Cerro Dragón se formó hace 125 millones de años durante el periodo cretácico. En ese momento, la cuenca del Golfo San Jorge estaba cubierta por un gran lago de agua dulce, en cuyo fondo se formó una capa gruesa de restos de minerales, microorganismos, algas y fragmentos vegetales. Luego, esa capa se hundió por el peso de nuevos sedimentos, se compactó y calentó provocando que en las “rocas generadoras” se formaran combustibles fósiles. Los movimientos tectónicos provocaron pequeñas fisuras en las rocas y los hidrocarburos se trasladaron hacia zonas de menor presión. El petróleo y el gas, luego de ser expulsados de la roca madre, migraron hacia rocas porosas y permeables de origen fluvial, conocidas como “rocas reservorio”. Estas rocas permitieron el paso de los fluidos y originaron la abundancia de petróleo y gas en Cerro Dragón. 
Las formaciones en producción son Comodoro Rivadavia, principalmente petrolífera, y Mina El Carmen, que produce petróleo y gas, ambas pertenecientes al Grupo Chubut.

### Historia
La zona de Cerro Dragón se dedicaba plenamente a la ganadería y producción lanar en sus inicios. Posteriormente, la zona cobró gran relevancia cuando se descubrieron entre 1928 y 1936 los grandes yacimientos del llamado flanco norte, como Cañadón Perdido, Diadema Argentina, Escalante, Manantiales Behr, El Trébol, Pampa del Castillo, El Tordillo, etc.Sin embargo, el descubrimiento y desarrollo de proyectos de petróleo y gas en el área de Cerro Dragón se logró a partir del año 1957.
El récord de producción de la cuenca se produjo en 1973 con una producción diaria de 9.300 m³.
A fines de 1990, Cerro Dragón ya era un yacimiento maduro por lo que comenzó a emplearse la técnica de recuperación secundaria. Esta es la segunda etapa de producción de hidrocarburos durante la cual un fluido externo, como agua o gas, se inyecta en el yacimiento a través de pozos de inyección. El propósito de la recuperación secundaria es mantener la presión del yacimiento, desplazar los hidrocarburos hacia el pozo y aumentar la producción final. Mediante esta técnica, el área quintuplicó el volumen estimado reservas entre 1997 y 2004.
Para agosto de 2014, se había recuperado el 80%. La producción de petróleo de Cerro Dragón era de 14.704 m³ diarios y la de gas, de 8,47 millones de m³.
Desde 2017, Cerro Dragón aporta  20% de la producción de petróleo en el país y 16% del gas, posicionando a Chubut como una de las principales provincias petroleras. Cuenta con más de 4.400 pozos productores en la cuenca y 731 inyectores; 97 baterías para la separación primaria de fluidos; 27 plantas inyectoras; 67 proyectos de secundaria; 8 plantas compresoras, 7 de tratamiento de gas y 2 de petróleo.
Pan American Energy logró realizar 138 nuevas perforaciones en 2020 y se estima que en el 2022, se perforarán 220 pozos nuevos.

### Circuito de producción de petróleo
Los fluidos extraídos en el yacimiento se derivan inicialmente a unas 88 baterías, donde se realiza la separación primaria entre agua y gas. Luego, gran parte del líquido se dirige a las Plantas de Inyección de Agua Salada (PIAS), donde se separa el petróleo y se trata el agua para ser reinyectada a través de más de 550 pozos inyectores. Finalmente, el petróleo y el agua remanente se dirigen a dos grandes plantas de tratamiento para poner el crudo en condiciones comerciales: Valle Hermoso (que trata dos tercios del volumen explotado) y Cerro Dragón (a cargo del tercio restante). Luego, el petróleo es bombeado a la terminal de venta de Caleta Córdova mientras que el 100 % del agua producida es reinyectada al sistema.

### Producción de gas
Hasta fines de los noventa el área no era considerada como productora de gas. En 2000, Pan American Energy comenzó la explotación de gas e inicialmente instaló la primera planta de gas, denominada Zorro I, con el objetivo de que el hidrocarburo abasteciera el sistema de electrificación del yacimiento. El yacimiento está operado por Pan American Energy (PAE) desde 1997, que renovó la concesión en 2007. Es la primera vez que la empresa, cuyo capital accionario es compartido por Bridas (Grupo Bulgheroni y la china Cnooc) y la británica BP, abre las puertas del Cerro a la prensa. Ya en 2014, con dos plantas más, se vendían 5,6 millones de m³ diarios de gas. Las plantas Zorro I y II procesaban 1,5 millones de m³ diarios cada una, mientras que Zorro III procesaba 5,2 millones de m³ por día.

## Historia

### Conflicto de 2012

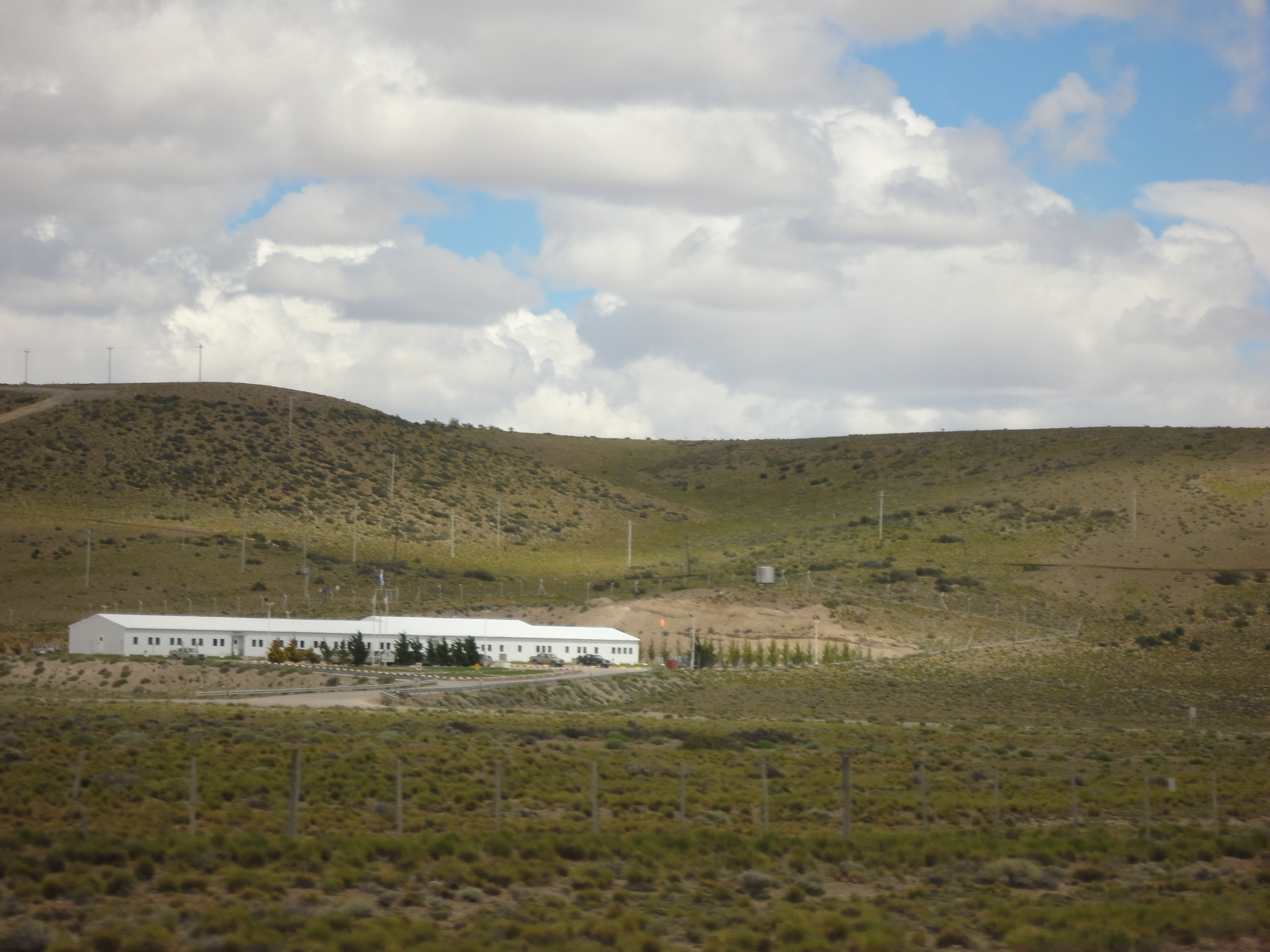
Base de Panamerican en Cerro Dragon

El 21 de junio de 2012, un grupo de 400 obreros y militantes disidentes de la UOCRA denominados "Los Dragones", realizaron una huelga en reclamo de un aumento del 23% de salarios, tomaron el yacimiento y provocaron destrozos múltiples. Entre estos, inundaron con agua la sala de control informático del pozo, destrozaron los tendidos de fibra óptica y quemaron cerca de 40 camionetas. En medio del conflicto, el gobernador chubutense aplicó una multa millonaria a la empresa y retiró la personería jurídica del gremio. Por orden del gobernador y la jueza a cargo de la causa, efectivos de infantería, gendarmería y policía de la Provincia del Chubut, desalojaron a los manifestantes y a los grupos que cortaban las rutas de acceso a Comodoro Rivadavia. Días después, la empresa retomó el control del lugar y se iniciaron las negociaciones. Para ese entonces, ya se había evaluado la pérdida de parte de la producción. Hacia agosto de 2012, se dictó una segunda conciliación obligatoria. La empresa aceptó reincorporar parte de los trabajadores despedidos (entre 100 y 200 personas). También, se rescindieron contratos con dos contratistas y se reprogramó el plan de perforaciones del yacimiento, que entretanto quedó paralizado. Hacia octubre los trabajadores volvieron manifestarse en las rutas, una tercera conciliación obligatoria se dictó a mediados de diciembre, sin que a su culminación se arribara a un acuerdo entre las partes. Seis de los trabajadores que causaron daños fueron procesados judicialmente.

#### Accidente de los gendarmes
El 26 de junio de 2012, ocurrió un accidente sobre la Ruta Nacional 3 a la altura de Puerto Lobos, en el cual un colectivo que trasladaba a gendarmes que habían participado en Cerro Dragón, embistió un camión. El accidente, dejó un saldo de 12 muertos y 48 heridos. El hecho produjo una fuerte conmoción en la opinión pública. Se decretó duelo provincial por tres días en Chubut y un día de duelo nacional. La presidenta Cristina Fernández de Kirchner homenajeó a los gendarmes fallecidos, realizó duras críticas hacia el gobernador Buzzi y anunció que en adelante el personal de Gendarmería no acudiría más ante situaciones de conflicto en las provincias.

### Consecuencias

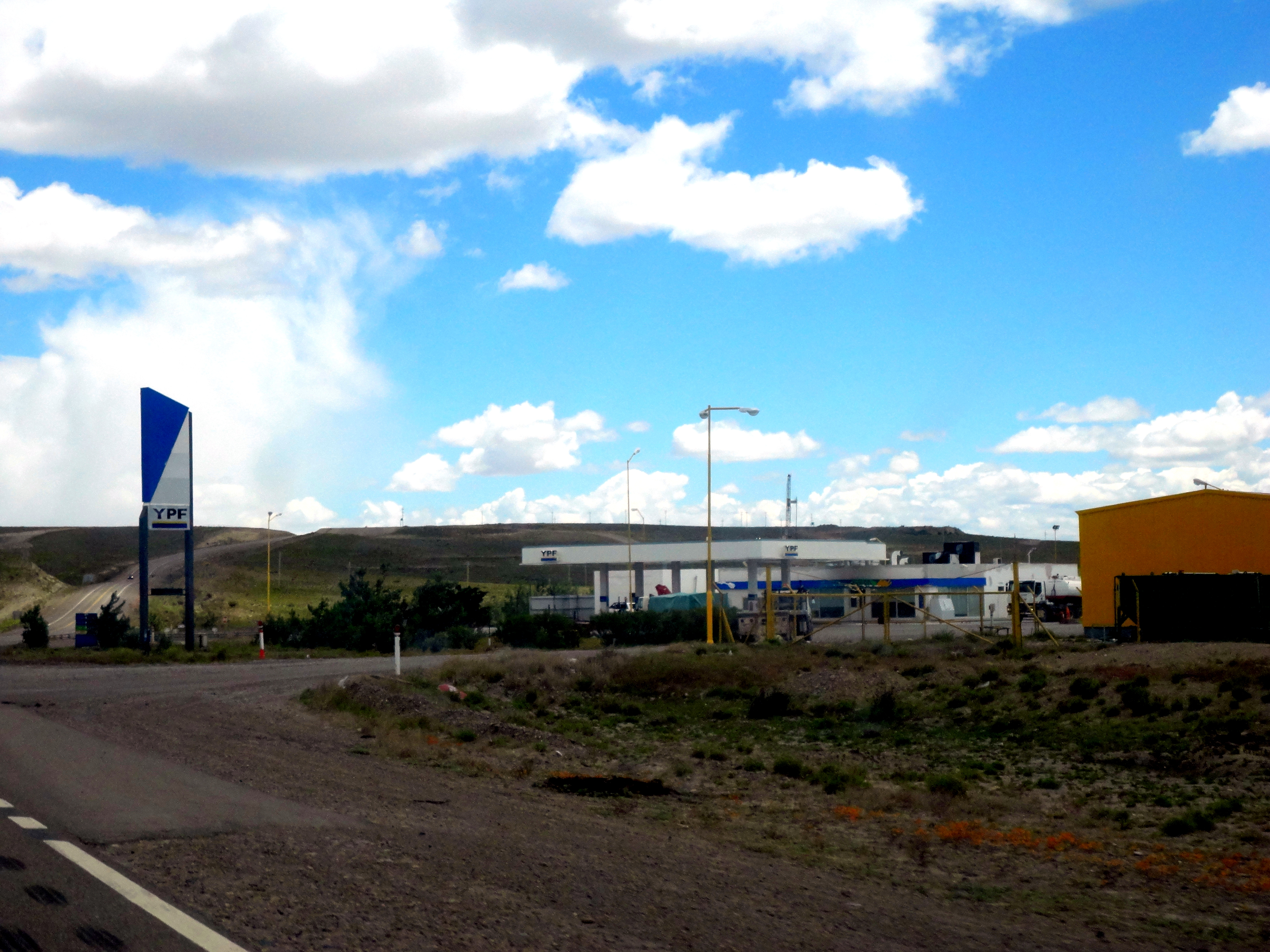
Estación de servicio YPF en Cerro Dragón

El incidente dejó aminorados los envíos de gas natural al gasoducto que va hasta Bariloche, el desabastecimiento casi se produce dos días después de anunciarse que el grupo había violentado la usina que produce la energía eléctrica que alimenta a los aparatos de bombeo del gasoducto; esto sucedió en plena época invernal. Personal de la SCPL no pudo acceder a la estación de bombeo del viejo acueducto ya que recibió daños sobre la camioneta que los trasladaba. La consecuencia fue que se interrumpió el bombeo del antiguo acueducto que requiere control permanente para funcionar y pese a que está en operación el nuevo acueducto la ciudad casi se quedó sin agua. No obstante, la falta de producción determinó que con el fin de asegurar el abastecimiento a las casas de familias que registran una mayor demanda por el frío, el Ministerio de Planificación y el Ente Regulador del Gas dispusieron una reducción de 25 millones de metros cúbicos en la provisión de combustible al sector industrial. La medida duro algunos días y representó casi el 55% de la demanda diaria de las industrias de todo el país.
La paralización trajo perdidas para la producción que terminó provocando que la provincia del Chubut fuera autorizada a emitir deuda por un total de 250 millones de pesos. La mayor perdida la sufrió el estado argentino que perdió 10.000.000 de pesos diarios en conceptos de derechos de exportación. La municipalidad de Comodoro Rivadavia , que percibe el 40% de ese total de coparticipación petrolera que otorga la provincia, perdió $270 mil por día. Otros municipios dependientes de la actividad petrolera anunciaron su dificultad para afrontar pagos.
La empresa a cargo de la explotación informó que los daños fueron cuantiosos y que lo más significativo fue la destrucción de oficinas, la usina eléctrica que hace funcionar las bombas y los daños en 43 vehículos livianos. En tanto que las contratistas que daban servicios petroleros, Skanska y Contreras, fueron desvinculadas de sus respectivos contratos; dado que PAE las acusó de no cumplir con los contratos de trabajo, lo que habría ocasionado las medidas violentas que tomó el grupo. Entre ambas empleaban a 700 integrantes de Los Dragones. El gobernador Martín Buzzi manifestó su indignación por la decisión de la petrolera.
Ante el impacto económico que generó el conflicto, dirigentes del Frente para la Victoria provincial señalaron que el exgobernador Mario Das Neves podría ser responsable de un intento de desestabilización del gobierno de su ex aliado, que se había unido al kirchnerismo.
En 2014, se descubrió un caso de presuntas coimas que involucra al Gobierno de Chubut, a la empresa Pan American Energy y al ministro de planificación, Julio De Vido. Las coimas, de alrededor de 300.000.000 dólares estadounidenses, se habrían pagado en 2007, cuando el Gobierno de Chubut, encabezado por Mario Das Neves, amplió la concesión del Cerro Dragón a la empresa argentina Pan American Energy, perteneciente a la familia Bulgheroni. En la negociación, De Vido habría actuado como uno de los principales interlocutores. En abril de 2016, la canciller Susana Malcorra dio curso a la petición del juez Canicoba Corral para que Estados Unidos haga llegar nueva información a la justicia sobre la declaración de un "arrepentido".